# Makoto Mitsuta
Makoto Mitsuta (japanisch 満田 誠 Mitsuta Makoto; * 20. Juli 1999 in der Präfektur Kumamoto) ist ein japanischer Fußballspieler.

## Karriere
Makoto Mitsuta erlernte das Fußballspielen in den Jugendmannschaften von Sorriso Kumamoto und Sanfrecce Hiroshima sowie in der Universitätsmannschaft der Ryūtsū-Keizai-Universität. Von April 2018 bis Juni 2018 spielte er beim Universitätsverein Ryūtsū Keizai University FC. Mit dem Verein spielte er dreimal in der fünften Liga, der Kanto Soccer League (Division 1). Von Ende März 2021 bis Saisonende wurde er von der Universität an seinen Jugendverein Sanfrecce Hiroshima ausgeliehen. Der Verein aus Hiroshima, einer Stadt in der gleichnamigen Präfektur Hiroshima, spielte in der ersten japanischen Liga. Während der Ausleihe kam er für Hiroshima nicht zum Einsatz. Nach Ende der Ausleihe wurde er am 1. Februar 2022 von Sanfrecce fest unter Vertrag genommen. Sein Erstligadebüt gab Makoto Mitsuta am 6. März 2022 (3. Spieltag) im Heimspiel gegen Vissel Kōbe. Hier wurde er in der 65. Minute für Yoshifumi Kashiwa eingewechselt. Das Spiel endete 1:1. Am 22. Oktober 2022 stand er mit Hiroshima im Endspiel des Japanischen Ligapokals. Hier besiegte man Cerezo Osaka mit 2:1. Am Ende der Saison 2024 wurde er mit Sanfrecce Hiroshima Vizemeister der Liga. Im Februar 2025 wechselte er auf Leihbasis zum ebenfalls in der ersten Liga spielenden Gamba Osaka.

## Erfolge
Sanfrecce Hiroshima
- Japanischer Ligapokalsieger: 2022
- Japanischer Vizemeister: 2024